# 宫平保
宫平保（日语：／ Miyahira Tamotsu */?）（1964年3月25日—），日籍琉球族中国武术家。日本天行健中国武术馆馆长。

## 生平
宫平保出生于日本国冲绳县（原属琉球王国领土）。琉球是空手道的发祥之地。只有一百多万人口的地方里将近有两百个空手道场。宫平保在这样环境里，从幼少期自然地开始练冲绳空手道（流派是小林流）。十六岁时取得黑带。被选拔了其道馆的组手选手。但随着年龄成长，对空手道的练习方法，特别是“型（套路）”和“组手（散手）”的分离现象，以及从 ‘以柔克刚’ 等角度来看，有疑问之处。他到十八岁时，决心追求空手道的源流中国武术。

## 中国留学
1984年秋天，20岁的宫平保，到湖北省武汉体育学院专学中国武术，是第一个外国籍的体育学院专学武术留学生（留学五年）。在著名的武术教育家温敬铭教授、刘玉华教授指导下学习中国武术。同时不断探访全国各地民间拳师进行交流，汲取“营养”。他还认识了刚从一线退下的四川省武术队运动员宋丽（1984年，86年，87年全国武术比赛获得对练冠军），1990年他们结婚并一起回到冲绳，开始了传播中国武术的历程。

## 回国后
1990年，宫平保参加第11届亚运会科学大会（在中国北京举行）发表论文《中国武术与日本武道渊源关系》。其大会回国后，在冲绳设立天行健中国武术馆。宫平保和宋丽引起新闻媒体的关注，以《中国武术达人》《入选中国武术人名辞典的名人》等为题，报道他们的电视节目有好几场，当地的报纸也做了连续报道。同年8月，全冲绳空手道联合会和浦添市共同举办中日武术亲善交流大会上，被邀请的宫平保和宋丽也参加表演。
1991年2月，宫平保在国际刚柔流空手道联盟（东恩纳盛男代表）举办的世界空手道选手权大会上客串表演，示范中国武术技击法。同年10月，冲绳空手道界的权威上原恒先生（前全冲绳空手道联盟理事长，冲绳刚柔流空手道直心馆馆长，冲绳昭灵武术协会会长。昭灵是刚柔流空手道的古名）成立了中国武术研究会。聘请宫平保指 导中国武术。其研究会的成立目的，通过研究中国武术，追求空手道潜在的可能性。在这个试验性的研究会，参加各门各派的空手道馆主和运动员，以及各种搏击选手和教练员。
1992年，日本的武道专门杂志《武术》上，发表《温敬铭老师略传》。
1993年，冲绳空手道・古武道大会上表演中国武术（在冲绳convention-center）。
1995年，首里城迎春之宴上表演中国武术（其表演只有每个流派代表者才能参加）。
1997年，实战空手世界选手权大会上客串表演中国武术。
1998年，国际刚柔流空手道联盟举办的世界武道节大会上表演中国武术，示范擒拿法。
1999年，天行健中国武术馆举办第一届访问中国亲善技术交流会。拜访武术团体（四川六合门，心意六合拳等）进行散手交流。同年6月，澳大利亚和新西兰的格斗技专门杂志《martial-arts》上报道了宫平保。
2000年，举办第二届访问中国亲善技术交流会。拜访武术团体进行交流。同年7月、在冲绳召开的西方首脑会议（okinawa summit）艺能节日祝贺活动上，天行健中国武术馆团员表演武术。7月，法国的空手道专门杂志《karate bushido》上报道了宫平保。10月1日，在浦添市民会馆大礼堂举行天行健中国武术馆设立10周年纪念慈善演武大会。在会馆十周年庆典上，浦添市议会议长奥本先生致词：“空手道作为日本珍贵的民族文化遗产，也是我们冲绳县民的骄傲，日本正致力于将空手道向全世界普及发展，而通过宫平保夫妇，我们能够与空手道之源的中国武术进行近距离交流，在文化与教育方面是非常有意义的。浦添市教育委员会教育长宫城先生说：“追风似的剑法，舒适、圆熟而又寓意深邃的太极拳，丰富多彩的中国武术给予市民在健康、运动、趣味多层面的享受。”现在不少外地的团体来邀请武术馆前去指导太极拳健身气功及武术。据悉，几年前冲绳武道联合会曾邀请天行健中国武术馆加入其团体，并承诺破格授予年纪未满四十的宫平馆长八段称号（但宫平保本人以为自己是中国武术的身份，没有接受其称号），该武术馆在当地的影响可见一斑。
2001年，日本拔刀术联盟邀请宫平保表演，示范中国刀术用法。
2003年，冲绳警察署邀请天行健中国武术馆指导防身術。
2005年，法国空手道团体访问天行健中国武术馆研究中国武术。
2006年，宫平保的师兄，郑旭旭教授（福建省集美大学体育学院院长）访问天行健中国武术馆。宫平保得到上原恒先生的协力举办中国武术与冲绳空手道技术交流会。参加了冲绳空手道联合会，刚柔流，极真会馆等。其交流会的内容，《冲绳times》和《琉球新报》两个报纸上报道 。
2007年，举办第三届访问中国亲善技术交流会。拜访武术团体进行交流。同年12月，《天行健中国武术馆教学DVD系列vol.1 太极拳编》发表。
2008年，日本文科省协力，日本民间放送教育协会制作的教育电视节目《发现！人间力》报道《中国武术家・宫平保》。
2009年，《天行健中国武术馆教学DVD系列vol.2 武术编》发表。
2010年，在冲绳てだこ（tedako）大礼堂举行天行健中国武术馆设立20周年纪念慈善演武大会。

## 论文
‘武术季刊志《武术(うーしゅう)》’1992年夏号“温敬铭老师略传” 
‘武术季刊志《武术(うーしゅう)》’1993年夏号“中国武术的内外兼修和其哲学的基础”（宫平保翻译文） 
‘武术季刊志《武术(うーしゅう)》’1993年冬号“铐手翻子拳” 
‘武术季刊志《武术(うーしゅう)》’1994年冬号“日本武道与中国武术的几点比较” 
‘武术季刊志《武术(うーしゅう)》’1995年夏号“中国传统哲学的知行合一和武术的技击特点””（宫平保翻译文）
‘武术季刊志《武术(うーしゅう)》’2000年秋号“以 武 会 友”

## 资料来源
1. ↑  武术季刊志《武术(うーしゅう)》’1995年夏号58頁
2. ↑  中华武术(中国体育报业总社)2007年第02期 从《一个日本人对中国传统武术的追求与实践——访冲绳“天行健中国武术馆”》
3. ↑  琉球新報1990年3月
4. ↑  琉球新報1990年4月
5. ↑  沖縄タイムス1990年10月
6. ↑  琉球新報1996年7月30日
7. ↑  沖縄タイムス1990年8月
8. ↑  広報うらそえ1990年9月1日表紙
9. ↑  沖縄タイムス1990年12月15日
10. ↑   okinawa graphオキナワグラフ1990年8月号
11. ↑  琉球放送《hot islandホット愛ランド》1990年4月
12. ↑  琉球放送《orion fresh sundayオリオンフレッシュサンデー 歴史とロマン》1990年8月
13. ↑  沖縄タイムス1991年4月
14. ↑  沖縄タイムス1991年6月
15. ↑  武术季刊志《武术(うーしゅう)》’1992年夏号“温敬铭老师略传
16. ↑  sports master magazine《martial-arts》1999年6月号
17. ↑  KARATE BUSHIDO JANVIER 2001 Découverte :Miyahira Tamotsu Tengyo-ken
18. ↑  中华武术(中国体育报业总社)2007年第02期 从《一个日本人对中国传统武术的追求与实践——访冲绳“天行健中国武术馆”》
19. ↑  沖縄タイムス2003年5月13日
20. ↑  沖縄タイムス2006年12月6日
21. ↑  琉球新報2006年12月
22. ↑  濾州日報2007年9月22日
23. ↑  濾州広播電視報2007年9月27日
24. ↑  琉球新報2007年10月2日
25. ↑  沖縄タイムス2007年10月3日
26. ↑  琉球新報2007年12月24日
27. ↑  2008年テレビ番組『発見!人間力』より